# Jolenta Helena
Jolenta Helena (również Jolanta, węg. Jolán; ur. ok. 1244 w Ostrzyhomiu, zm. 17 czerwca 1304 w Gnieźnie) – węgierska królewna z dynastii Arpadów, księżna kaliska i wielkopolska, potem zakonnica w Zakonie Świętej Klary (klarysek), prawdopodobnie ksieni klasztoru klarysek w Gnieźnie, córka króla Węgier Beli IV i Marii Laskariny, siostra św. Kingi oraz błogosławiona Kościoła katolickiego.

## Życiorys

### Lata dzieciństwa

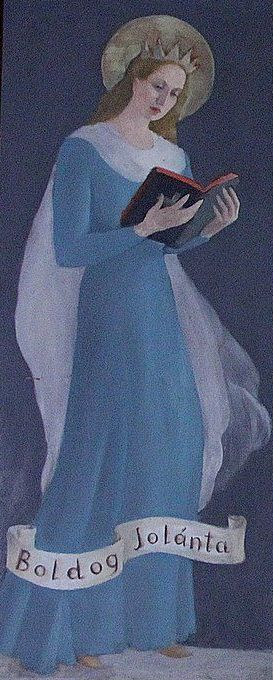
Fragment tryptyku z wizerunkiem królewny Jolanty z kościoła Ducha Świętego w Budapeszcie

Jolenta Helena urodziła się – jak ustalili to historycy – około 1244, najprawdopodobniej w Ostrzyhomiu, jako dziecko wielodzietnej, węgierskiej rodziny królewskiej Beli IV i Marii Laskariny. Tuż po urodzeniu została ochrzczona, otrzymując imię Jolenta. W jednym z zachowanych dokumentów, wystawionym w 1272, występuje również pod imieniem Heleny. Ponadto dokument Henryka II Pobożnego z 1266 wymienia ją również jako Helenę. W latach następnych używała obu imion jednocześnie lub wymiennie. W jej najbliższej rodzinie oraz wśród dalszych krewnych wiele osób poświęciło się  życiu konsekrowanemu, a część z nich wyniesiono na ołtarze. Jej siostrami były m.in. święte Małgorzata Węgierska i Kunegunda (Kinga). Dalszymi jej krewnymi były m.in. św. Jadwiga Śląska, stryjenki: św. Elżbieta Węgierska, bł. Salomea czy kuzynka bł. Gertruda z Altenbergu.
W wieku około pięciu lat rodzina wysłała ją do Polski na dwór jej siostry Kingi, w celu nauki (m.in. czytania i pisania) oraz kształtowania wymaganych wówczas cech wśród rodzin panujących (m.in. pobożności czy ascezy). Dzień na dworze rozpoczynał się zazwyczaj mszą świętą. Dużą wagę przywiązywano do lektury Pisma Świętego. Przypuszcza się, że duży wpływ na kształtowanie jej cech osobowości wywarli zakonnicy franciszkańscy oraz siostry klaryski. Jest wielce prawdopodobne, że pod ich kuratelą przystąpiła w późniejszych czasach do III zakonu franciszkańskiego, zostając tercjarką.

### Małżeństwo z Bolesławem Pobożnym
Podczas uroczystości pokanonizacyjnych 8 maja 1254, jakie odbyły się w Krakowie ku czci św. Stanisława Biskupa, książę wielkopolski Przemysł I poprosił jej opiekunów (m.in. św. Kingę), w imieniu swojego młodszego brata Bolesława Pobożnego o jej rękę, z myślą o zgodzie przebywających na Węgrzech jej rodziców. Rodzina po zapoznaniu się z tą propozycją, zapewne również ze względów politycznych, wyraziła zgodę na jej ślub, który miał miejsce dwa lata później w 1256. Uroczystości weselne odbyły się w Krakowie na Wawelu z błogosławieństwem, którego udzielił małżonkom w katedrze wawelskiej biskup krakowski Jan Prandota. Różnica wieku małżonków wynosiła około 20 lat, a młoda para podczas tych uroczystości dopiero się bliżej poznała. Po ślubie niepełnoletnia wówczas Jolenta przez dwa lata do osiągnięcia wymaganego wówczas wieku pełnoletności (14 lat) pozostała pod opieką swojej siostry św. Kingi, na dworze księcia krakowskiego Bolesława Wstydliwego. Wtedy wraz z mężem opuściła Kraków udając się na jego wielkopolski dwór do Kalisza.
Jolenta Helena i Bolesław doczekali się trzech córek:
- Elżbiety, urodzonej między 1261–1263, w okresie między 1277–1278 została wydana za księcia legnickiego Henryka V Brzuchatego,
- Jadwigi, urodzonej między 1270–1275. Na przełomie lat 1292/1293 została poślubiona przez księcia kujawskiego Władysława Łokietka, królowa Polski, matka króla Kazimierza Wielkiego, późniejsza klaryska,
- Anny, urodzonej w 1276, która została mniszką, wstępując do klasztoru sióstr klarysek w Gnieźnie.

Księżniczki wychowywały się wraz z licznym rodzeństwem stryjecznym, gdyż Przemysł I, brat Bolesława, już nie żył, a Bolesław Pobożny stał się opiekunem czterech bratanic i chłopca, Przemysła II, w imieniu którego zaczął rządzić drugą połową Wielkopolski. Poza wychowaniem dzieci Jolenta zajmowała się również sprawami publicznymi i gospodarczymi Wielkopolski (pozostało kilka dokumentów na których jest wymieniana, bądź pieczętowana). Idąc śladem swojej siostry św. Kingi, była fundatorką wraz z mężem klasztorów, szpitali oraz kościołów. Była inicjatorką sprowadzenia do Kalisza franciszkanów oraz ich kolejnych fundacji w: Śremie, Obornikach i Pyzdrach. W Gnieźnie poza fundacją ich klasztoru, była inicjatorką również ufundowania kościoła klasztornego pw. Wniebowzięcia Najświętszej Maryi Panny i św. Antoniego.

### W zakonie sióstr klarysek

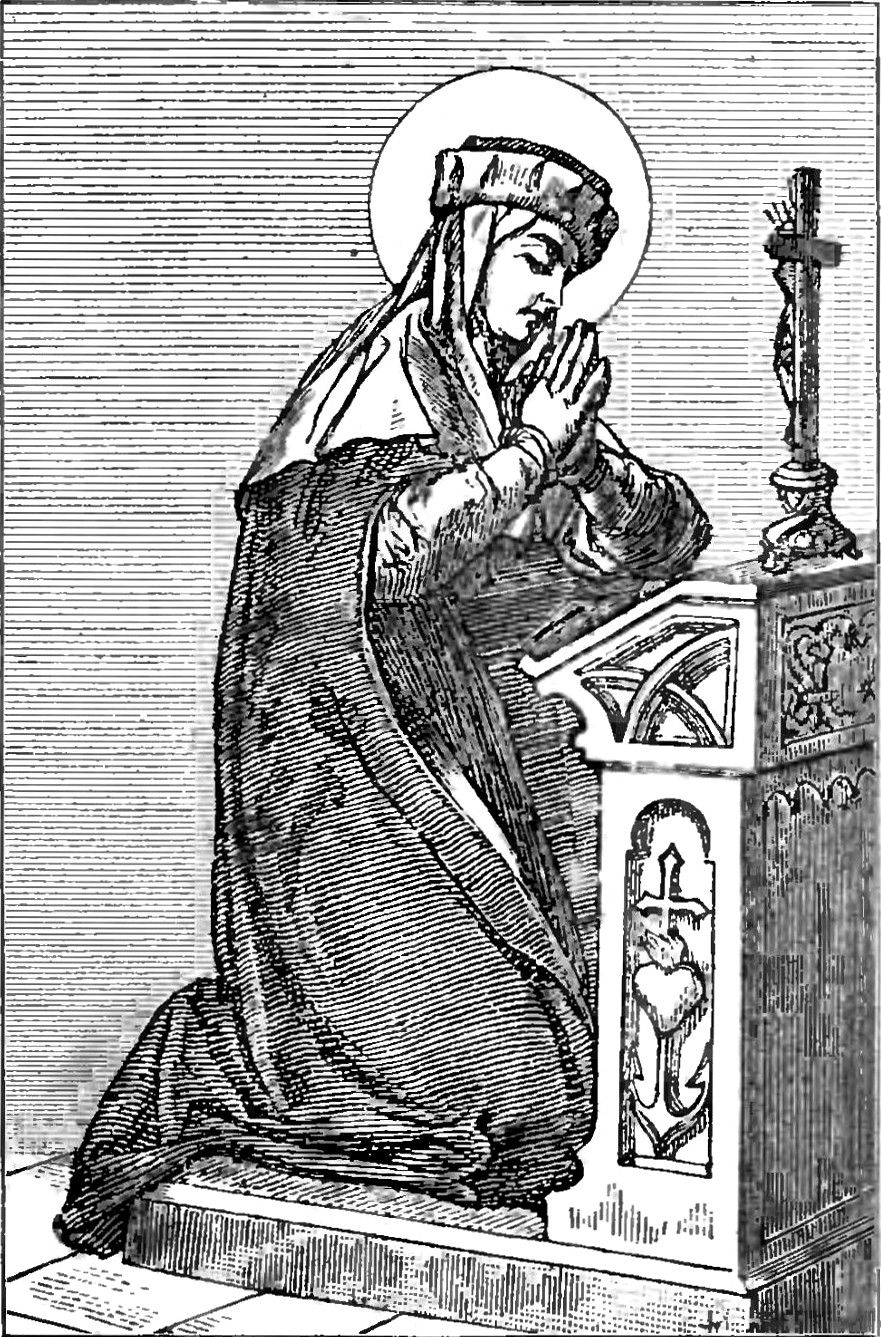
Ilustracja przedstawiająca bł. Jolentę z książki pt. Żywoty Świętych Pańskich na wszystkie dnie roku

W roku 1279, Bolesław wracając z wyprawy przeciw Ottonowi Brandeburskiemu, w drodze ciężko zachorował i przybywszy do Kalisza zmarł 7 kwietnia. W roczniku Trzaski z 1279 widnieje taki zapis:

1279 Boleslaus dux maioris Poloniae est Boleslaus dux Cracoviae obierunt eodem anno obiit Bolezlaus Poloniae, qui habebat uxorem Ioheleth, filiam Bele regis Ungarorum iste Bolezlaus fuit maximus triumphator de Theutonicis et virilis homo, quia nullum regem quemcumque timebat, mortuus 7 Idus Aprilis.

Niedługo po śmierci męża wyjechała na dwór swojej siostry św. Kingi, gdzie przymierzała się do wstąpienia jako wdowa do zakonu klarysek. Na pogrzebie zmarłego później męża św. Kingi, Bolesława Wstydliwego, obie siostry miały już na głowach welony mniszek franciszkańskich, występując w habitach klarysek, co oznacza, że zostały wówczas zakonnicami. Obie następnie udały się do klasztoru fundowanego przez św. Kingę w Starym Sączu, pełniąc tam służbę zakonną. Z zapisków jakie pozostały, można dowiedzieć się bliżej o jej życiu w klasztorze:

Powściągała się od mięsnych potraw i raz tylko na dzień pokarmem ukrzepiała swe ciało, ile utrzymanie sił żywotnych wymagało; a jeszcze w stanie świeckim przywykła do bogomyślności i modlitwy, od razu postąpiła na wyższy stopień doskonałości zakonnej tak widocznej, że pokorę jej i pobożność wszystkie siostry zakonne podziwiały. Oprócz tego, nie zważając na słabą płeć niewieścią, tak srogo dyscypliną, włosiennicą i ścisłym zachowaniem postu martwiła swe ciało, że ją od tej ostrości jej spowiednik pod posłuszeństwem wstrzymywać musiał.

W klasztorze w Starym Sączu przebywała dwanaście lat (1280–1292), czyli do śmierci swojej siostry św. Kingi, po czym przeniosła się na krótko do klasztoru klarysek w Śremie, który był jej fundacją. Następnie podjęła decyzję wstąpienia do klasztoru klarysek w Gnieźnie. Zapewne sprawowała w tym klasztorze godność ksieni, ale nie ma na to przekonujących dowodów, czy ten urząd przyjęła. Z przekazu kapucyna o. Prokopa Jana Tomasza Leszczyńskiego OFMCap. można się dowiedzieć o jej życiu w tym klasztorze:

Wysłali ją [przełożeni z klasztoru w Starym Sączu] do klasztoru Klarysek w Gnieźnie, a właśnie przez małżonka Jolanty na jej prośbę założonego. Udała się tam z posłuszeństwa i zastała w Zgromadzeniu siostry również świątobliwe i zakonne, jak te, z którymi się była rozstała, a które ją z wielką miłością przyjęły, nie tylko jako swoją fundatorkę, lecz i zakonnicę już z wysokiej świątobliwości znaną. Wkrótce obraną została tegoż klasztoru Ksienią. A gdy pomimo usilnych próśb uwolnić się od tego nie mogła, wybrała dla siebie najmniejszą celkę, między kuchnią a refektarzem umieszczoną, i tej już aż do śmierci nie zmieniła. Najpospolitsze posługi w kuchni i refektarzu prawie zawsze siostrom oddawała. Nie będąc już żadnym związana zakazem, nadzwyczajne czyniła ciała umartwienia. Rzadko kiedy co innego jak chleb z wodą jadała, i to raz tylko na dzień, krótkiego snu na gołej ziemi zażywając. Pan Bóg zaś coraz większymi obdarzał ją łaskami, a szczególnie podczas rozmyślania Męki Pańskiej, do której wielkie miała nabożeństwo.

W klasztorze tym, na krótko przed śmiercią miała wizję, w której rozważając Mękę Pańską, Jezus Chrystus z Maryją i bł. Salomeą objawił się jej w wielkiej światłości obnażony, wychłostany, zbroczony obficie krwią, pocieszając ją i obiecując w nagrodę życie wieczne, które otrzyma za Jego umiłowanie oraz jednoczesne wzgardzenie światem. Przebywała w tym klasztorze prawdopodobnie około 12 lat.
Początkowo jako datę jej śmierci mylnie podawano rok 1298. Uważano bowiem, że po raz ostatni występuje ona w dokumencie Władysława Łokietka z 25 kwietnia 1298 roku. Ponadto nekrolog lądzki (opactwa cysterskiego w Lądzie nad Wartą) podaje dzienną datę jej śmierci 17 czerwca 1298. W odnalezionym później dokumencie, będącym w zasobach Wojewódzkiego Archiwum w Poznaniu, datowanym na dzień 26 grudnia 1303, pisanym przez nią do prepozyta gnieźnieńskiego Mikołaja, czytamy w podpisie:

Pani księżna, wdowa po księciu Bolesławie.

Na skutek tego zapisu historycy przesunęli datę jej śmierci i doszli do przekonania, że zmarła 17 czerwca 1304 w Gnieźnie.

## Proces beatyfikacji
Jej kult rozpoczął się w Gnieźnie zaraz po śmierci i związany był przede wszystkim z jej grobem, gdzie modlono się o wyproszenie łask za jej wstawiennictwem. Zwłoki, jak się okazało podczas pierwszej rekognicji, były złożone w ziemi, pod posadzką kaplicy. Obok grobu, w kaplicy, znajdował się ołtarz, przed którym odprawiano msze święte. Kaplica ta w okresie rozbiorowym, z rozporządzenia władz pruskich, została wyburzona.
Wierni oraz duchowni od momentu jej śmierci tradycyjnie nadali jej tytuł błogosławionej, a nawet świętej. Łaski i cuda dokonywane za jej wstawiennictwem przyciągały do jej grobu liczne rzesze pątników. Skłoniło to władze duchowne z inicjatywy sióstr klarysek do rozpoczęcia starań o wyniesienie ją na ołtarze. Na początku XVII wieku założono księgę łask i cudów za jej przyczyną. Kustosz i gwardian gnieźnieński o. Feliks Chojecki OFMConv. jest autorem książki zatytułowanej „Opisane cuda, które Pan Bóg czyni z Miłosierdzia Swego a za przyczyną bł. Jolenty przy jej grobie”. W 1631 Prymas Polski abp Jan Wężyk wyznaczył specjalną komisję do zbadania jej życia oraz oględzin jej szczątków w grobie, w następującym składzie:
- ks. Andrzej Mirosławski – scholastyk gnieźnieński;
- ks. Piotr Odorowski – doktor teologii;
- o. Franciszek Madaliński OFM – prowincjał franciszkanów;
- Kasper Zendzian – sekretarz.

Pierwszy jej żywot ukazał się w 1723 . W 1775 generał franciszkanów konwentualnych o. Luigi Maria Marzoni OFMConv. wyznaczył prokuratora o. Franciszka Cybulskiego OFM dla sprawy jej beatyfikacji, który napisał i ogłosił drukiem dzieło zatytułowane „Życie i cuda wielkiej sługi Bożej Jolenty” . W 1776 Prymas Polski abp Gabriel Podoski powołał kolejną komisję beatyfikacyjną w następującym składzie:
- ks. Melchior Gurowski – proboszcz katedry gnieźnieńskiej;
- ks. Jan Kalksztein – członek komisji;
- ks. Baltazar Pstrokoński – członek komisji;
- ks. Józef Ryczywolski – członek komisji;
- ks. Ludwik de Mathy – członek komisji;
- ks. Józef Dorpowski – członek komisji;
- Wojciech Kowalczewski – promotor sprawiedliwości;
- Marcin Siemieński – notariusz apostolski;
- Maksym Podkowski – sekretarz komisji, sekretarz kapituły gnieźnieńskiej.

Komisja pracowała w okresie od 30 kwietnia 1776 do 29 kwietnia 1779 odbywając 69 posiedzeń, na których przebadano dostępne akta, pisma, kroniki, zapisy i pamiątki. W protokóle końcowym komisja stwierdziła m.in.:

Iż b. Jolenta prawdziwie świątobliwe prowadziła życie na wykonywaniu wszystkich cnót chrześcijańskich w stopniu heroicznym, w panieńskim, małżeńskim, wdowim i zakonnym stanie, który zaraz po śmierci męża swojego, Bolesława Pobożnego, księcia kaliskiego, razem ze ś. Kunegundą, rodzoną siostrą swoją, wdową po Bolesławie Wstydliwym, księciu krakowskim, obydwie córki króla węgierskiego Beli IV i Maryi cesarzówny greckiej, z niezachwianem duszy męstwem obrały i jak najświątobliwiej żyły w klasztorze Panien Klarysek w Starym Sączu. (...)

Ustalenia komisji skłoniły arcybiskupa gnieźnieńskiego Antoniego Kazimierza Ostrowskiego, do nalegania w 1780 u króla Stanisława Augusta Poniatowskiego do poczynienia starań w Stolicy Apostolskiej celem jej beatyfikacji. Król Stanisław August Poniatowski poparł ten wniosek, kierując do papieża formalne dokumenty procesowe. W aktach procesu beatyfikacyjnego znajduje się opis 38 cudów dokonanych za jej przyczyną. Pierwszy cud jaki jest tam opisany związany jest z poszukiwaniami jej ciała przez siostry zakonne w XVI wieku.
Kongregacja do Spraw Obrzędów Stolicy Apostolskiej po zbadaniu dokumentacji wydała 22 września 1827 pozytywną opinię o propozycji jej beatyfikacji. Papież Leon XII, stosownym dekretem wpisał ją 26 września tegoż roku w poczet błogosławionych, (aprobata kultu). Z powodu problemów i trudności, jakie stawiał Polakom pod zaborem ówczesny rząd pruski, uroczystości beatyfikacyjne odbyły się dopiero 13 czerwca 1834 w Gnieźnie z polecenia Prymasa Polski abp. Marcina Dunina.

## Tablica przodków
| Tablica rodowodowa                                                                           | | | | | | | | |
| Prapradziadkowie                                                                             | Gejza II Arpad, król Węgier i Chorwacji (1130–1162) Eufrozyna Mścisławówna, królowa Węgier (1130–1186)                   | Renald z Châtillon, książę, regent Antiochii (1125–4.07.1187) Konstancja z Antiochii, księżna Antiochii (1127–1164)      | Bertold III, książę Andechs (1115–14.12.1188) Jadwiga von Wittelsbach (1125–16.07.1174)                                  | Dedo III, margrabia Łużyc (1136–16.08.1190) Matylda z Heinsbergu (1130–20.11.1189)                                       | Constantin Laskarys (?–?) Maria Komnena, księżna bizantyńska (1106–?)                                           | ? | Andronik Angelos, (1122–1211) Eufrozyna Kastamonitissa (1125–1195)                                                 | Andronik Kamater, książę bizantyński (1108–1176) Qirwerne, księżniczka Etiopii (1099–?)                            |
| Pradziadkowie                                                                                | Bela III Arpad, król Węgier i Chorwacji (1148–23.04.1196) Agnieszka z Châtillon, królowa Węgier (1154–1184)              | Bela III Arpad, król Węgier i Chorwacji (1148–23.04.1196) Agnieszka z Châtillon, królowa Węgier (1154–1184)              | Bertold IV, książę Andechs (1159–12.08.1204) Agnieszka von Rochlitz, księżna Meranii (?–25.03.1195)                      | Bertold IV, książę Andechs (1159–12.08.1204) Agnieszka von Rochlitz, księżna Meranii (?–25.03.1195)                      | Manuel Laskarys (1140–11.1221) Joanna Karatzaina (1148–1186)                                                    | Manuel Laskarys (1140–11.1221) Joanna Karatzaina (1148–1186)                                                    | Aleksy III Angelos, cesarz bizantyński (1153–1211) Eufrozyna Dukaina Kamaterina, cesarzowa bizantyńska (1155–1211) | Aleksy III Angelos, cesarz bizantyński (1153–1211) Eufrozyna Dukaina Kamaterina, cesarzowa bizantyńska (1155–1211) |
| Dziadkowie                                                                                   | Andrzej II węgierski, król Węgier i Chorwacji (1176–25.09.1235) Gertruda z Meran, królowa Węgier (24.09.1185–28.09.1213) | Andrzej II węgierski, król Węgier i Chorwacji (1176–25.09.1235) Gertruda z Meran, królowa Węgier (24.09.1185–28.09.1213) | Andrzej II węgierski, król Węgier i Chorwacji (1176–25.09.1235) Gertruda z Meran, królowa Węgier (24.09.1185–28.09.1213) | Andrzej II węgierski, król Węgier i Chorwacji (1176–25.09.1235) Gertruda z Meran, królowa Węgier (24.09.1185–28.09.1213) | Teodor I Laskarys, cesarz nicejski (1175–08.1222) Anna Komnena Angelina, cesarzowa bizantyńska (1176–1212)      | Teodor I Laskarys, cesarz nicejski (1175–08.1222) Anna Komnena Angelina, cesarzowa bizantyńska (1176–1212)      | Teodor I Laskarys, cesarz nicejski (1175–08.1222) Anna Komnena Angelina, cesarzowa bizantyńska (1176–1212)         | Teodor I Laskarys, cesarz nicejski (1175–08.1222) Anna Komnena Angelina, cesarzowa bizantyńska (1176–1212)         |
| Rodzice                                                                                      | Bela IV Arpad, król Węgier i Chorwacji (29.11.1206–3.05.1270) Maria Laskarina, królowa Węgier (1206–24.06.1270)          | Bela IV Arpad, król Węgier i Chorwacji (29.11.1206–3.05.1270) Maria Laskarina, królowa Węgier (1206–24.06.1270)          | Bela IV Arpad, król Węgier i Chorwacji (29.11.1206–3.05.1270) Maria Laskarina, królowa Węgier (1206–24.06.1270)          | Bela IV Arpad, król Węgier i Chorwacji (29.11.1206–3.05.1270) Maria Laskarina, królowa Węgier (1206–24.06.1270)          | Bela IV Arpad, król Węgier i Chorwacji (29.11.1206–3.05.1270) Maria Laskarina, królowa Węgier (1206–24.06.1270) | Bela IV Arpad, król Węgier i Chorwacji (29.11.1206–3.05.1270) Maria Laskarina, królowa Węgier (1206–24.06.1270) | Bela IV Arpad, król Węgier i Chorwacji (29.11.1206–3.05.1270) Maria Laskarina, królowa Węgier (1206–24.06.1270)    | Bela IV Arpad, król Węgier i Chorwacji (29.11.1206–3.05.1270) Maria Laskarina, królowa Węgier (1206–24.06.1270)    |
| Błogosławiona Jolenta Helena, księżna kaliska i wielkopolska, klaryska (ok. 1244–17.06.1304) | | | | | | | | |

## Relikwie

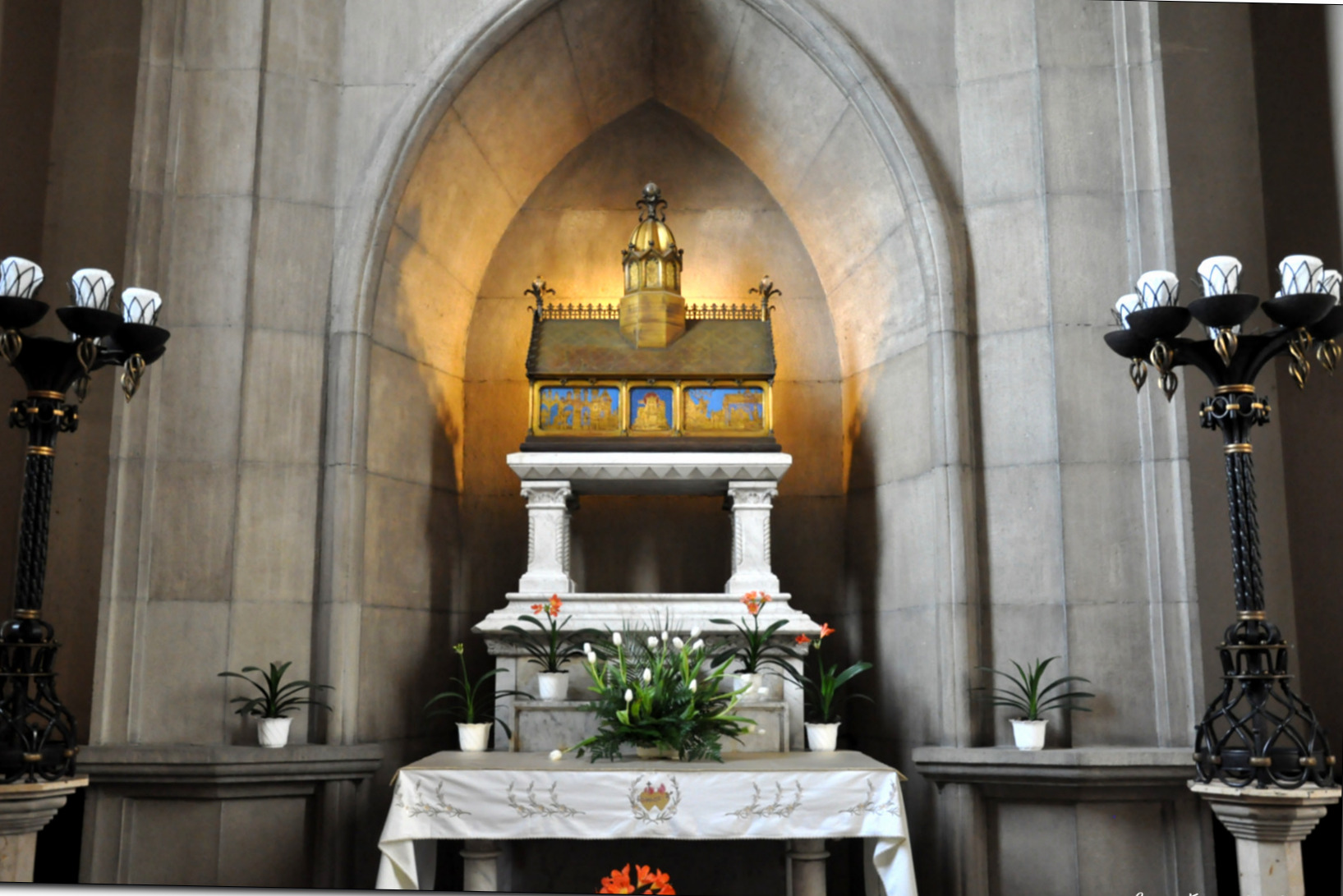
Kościół Wniebowzięcia Najświętszej Maryi Panny i św. Antoniego w Gnieźnie, relikwiarz bł. Jolenty

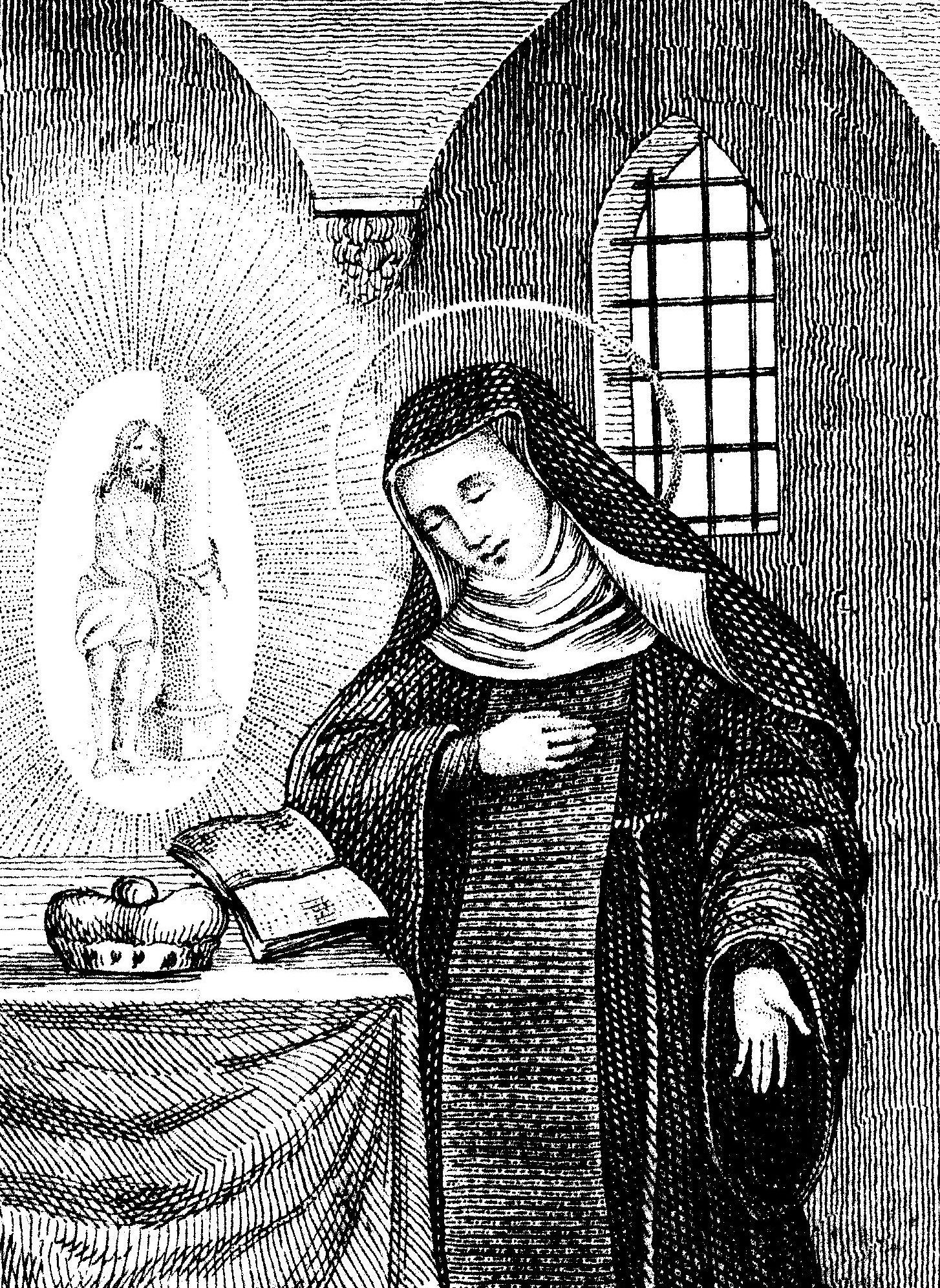
Jezus ubiczowany. Wizja siostry Jolenty. Rycina z książki Karola Ferdynanda Neya

Pierwszą komisję do zbadania relikwii Jolenty zwołał w 1631 Prymas Polski Jan Wężyk, natomiast kolejną powołano w 1776.
Jej ciało złożono najpierw do bogato zdobionej, obitej atłasem lub aksamitem trumny. Komisja beatyfikacyjna z 1631 znalazła ponadto pozostałości trumny i stwierdziła:

Chociaż kości były złożone w bardzo wilgotnym miejscu, a nawet błotnistym, cudowny jednak i woniejący i nad woń milszy zapach wydawały, a nawet sama błotnista ziemia tę woń wydawała.

W XVIII wieku ciało Jolenty złożone było w grobie ozdobionym mauzoleum, w kaplicy jej zakonu w Gnieźnie. Kaplica ta wzniesiona była na dwóch poziomach. Niższy, objęty klauzurą, nazwany został Kaplicą Jolenty i tam właśnie znajdował się jej grób, a obok umieszczone były drzwiczki, umożliwiające pobieranie ziemi, uważanej za cudowną. Dokoła grobowca zawieszono tabliczki wotywne z podziękowaniami za uzyskane łaski (tabliczki te później zaginęły w okresie rozbiorowym). Tuż przy grobie stał mały stolik, a na nim skrzynka z jej habitem, resztkami dawnej trumny oraz drewniany talerzyk, z którego ona jadała.
Spośród monarchów, którzy odwiedzili gnieźnieński kościół franciszkański i modlili się przy jej grobie, należy wymienić: Jadwigę (1322), jej córkę, królową Polski, małżonkę Władysława Łokietka, królową węgierską Elżbietę Łokietkówną (1372), królów Polski: Zygmunta Starego (1512) oraz Zygmunta III Wazę (1623).
W 1890 Gabriel Hermeling według projektu arch. Sławomira Odrzywolskiego wykonał obecny relikwiarz w formie monumentalnej skrzyni, wykonanej z miedzi, który jest ozdobiony grawerowanymi scenami z jej życia i pokryty emalią. Ustawiony jest na czterech, romańsko stylizowanych marmurowych, białych, kwadratowych kolumnach. Relikwiarz-trumienka była wielokrotnie odkrywana, o czym informują pozostawione w środku tej trumienki stosowne dokumenty (m.in. 18 marca 1958, protokół podpisany przez ówczesnego Prymasa Polski Stefana kard. Wyszyńskiego oraz kolejne pismo o ponownym otwarciu 10 czerwca 1986).
2 września 2015 w gnieźnieńskim konwencie franciszkanów zebrała się komisja powołana przez Prymasa Polski Wojciecha Polaka, w składzie: o. Jacek Korsak OFMConv., proboszcz parafii Wniebowzięcia NMP w Gnieźnie (Sanktuarium Matki Pocieszenia – Pani Gniezna), ks. kan. Jan Kasprowicz, proboszcz parafii Archikatedralnej Wniebowzięcia NMP w Gnieźnie oraz ks. kan. Jarosław Bogacz, sekretarz, celem otwarcia jej trumienki-relikwiarza i wydzielenia relikwii do niektórych parafii i wspólnot zakonnych. Obecny był Minister Prowincjalny o. Jan Maciejowski OFMConv., a także chirurg, dr Wojciech Kozłowski.
Obecnie większa część relikwii znajduje się w kościele ojców franciszkanów w Gnieźnie. Spoczywają tam w relikwiarzu składającym się z części ozdobnej, w kształcie kościółka, i umieszczonej w niej trumienki cynowej, zawierającej jej kości. Znajduje się w niej czaszka i 27 części kości, a także cząsteczki kostne w woreczku i pewna ilość przedmiotów, takich jak: część płaszcza zakonnego, szkaplerz oraz dębowe resztki pierwotnej trumny. Ponadto w czerwcu 1958 ówczesny gwardian konwentu kaliskiego o. Adam Narloch OFMConv. sprowadził z Gniezna do Kalisza – za zgodą prymasa Polski Stefana kard. Wyszyńskiego – część jej relikwii (jedną część kości miednicznej i jeden kręg). Zostały one umieszczone w srebrnym relikwiarzu franciszkańskiego kościoła św. Stanisława Biskupa Męczennika, w nowym ołtarzu, usytuowanym pośrodku prawej, południowej nawy tego kościoła.

## Upamiętnienie

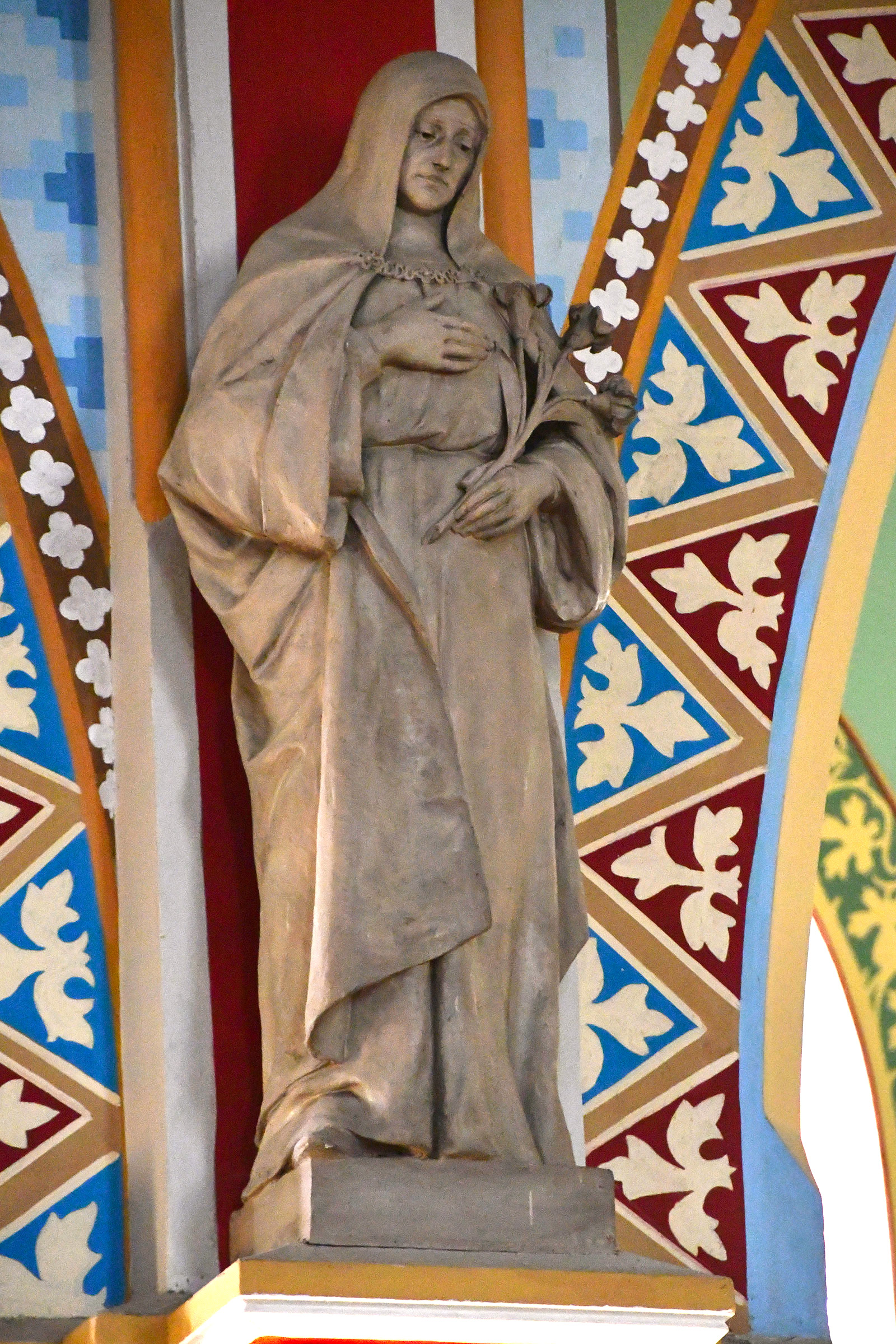
Rzeźba bł. Jolanty w Budapeszcie

- Papież Leon XII wyznaczył jej wspomnienie liturgiczne na 17 czerwca (dzienna rocznica śmierci). Obecnie, po zmianach jej wspomnienie obchodzimy 15 czerwca[4] (w archidiecezji gnieźnieńskiej i w diecezji kaliskiej ma rangę wspomnienia obowiązkowego)[26].
- W 1880 papież Leon XIII ustanowił ją patronką archidiecezji gnieźnieńskiej[24]. Ponadto jest patronką Wielkopolski, Kalisza oraz chrześcijańskich matek i rodzin[4]. Przyczynie bł. Jolanty przypisuje się łaski przy trudnych porodach i chorobach poporodowych[4].
- W sztuce przedstawiana jest w habicie klaryski, niekiedy w towarzystwie św. Kingi lub na tronie[4]. Jej atrybutami są: czaszka oraz krzyż, które nawiązują do szczególnych umartwień i pokuty oraz surowości jej obyczajów; makieta świątyni, która przypomina o fundacjach dla franciszkanów i klarysek; korona książęca lub mitra książęca, leżąca na stoliku lub u stóp, która przypomina o zrzeczeniu się jej godności książęcej i wstąpieniu do klasztoru[4]. Znane są również wizerunki przedstawiające ją pogrążoną w ekstazie, w widzeniu Jezusa ubiczowanego[4].
- Ułożono ku jej czci litanię oraz napisano pieśni zatytułowane: „Jolento dziś cię chwalimy”[27] oraz „Cześć naszej św. Jolenty”, którą opracował Stanisław Suniewicz[28]
- W okresie 1919–1945 w Gnieźnie istniało Miejskie Liceum Żeńskie pod jej wezwaniem, po czym od 16 kwietnia 1983 zostało przekształcone na placówkę pod inną nazwą, jako II Liceum Ogólnokształcące im. Dąbrówki. Również w Jaśle w okresie 1909–1939 istniało Prywatne Gimnazjum Żeńskie im. Bł. Jolanty[29]. W czasie wojny budynek tego gimnazjum został zburzony, co było przyczyną jego likwidacji[29].
- 27 kwietnia 2001 w Gnieźnie zarejestrowano klub sportowy pod nazwą Parafialny Uczniowski Klub Sportowy „Jolenta”[30]
- W czterech miejscowościach w Polsce jedną z ulic nazwano jej imieniem, a mianowicie w: Częstochowie (ul. Błogosławionej Jolanty)[31], Gnieźnie (ul. Błogosławionej Jolenty)[32], Kaliszu (ul. Księżnej Jolanty)[33] i Szczecinie (ul. Błogosławionej Księżnej Jolanty)[34].